# Ruslan Samitov
Ruslan Rustemovič Samitov (in russo Руслан Рустемович Самитов?; traslitterazione anglosassone Ruslan Rustemovich Samitov; Kazan', 11 luglio 1991) è un bobbista ed ex triplista russo, vicecampione europeo indoor nel salto triplo a Göteborg 2013.

## Biografia

### Gli inizi nell'atletica
Prima di dedicarsi al bob, Samitov è stato un lunghista e triplista e in quest'ultima disciplina otterrà tutti i suoi migliori risultati. A livello giovanile partecipò ai europei juniores di Novi Sad 2009, terminando la gara del triplo al quarto posto. Nel 2012 prese invece parte ai campionati europei di Helsinki 2012, non riuscendo a qualificarsi per la finale del triplo. 
Disputò la sua miglior stagione nel 2013, quando vinse la medaglia d'argento nel salto triplo agli europei indoor di Göteborg 2013, sopravanzato dall'italiano Daniele Greco e stabilendo nell'occasione il suo primato personale al coperto con la misura di 17,30 m; nello stesso anno ha inoltre partecipato al Golden Gala di Roma, piazzandosi decimo assoluto nel triplo, e ha vinto il titolo nazionale russo indoor.

### Il passaggio al bob
Compete nel bob dal 2016 come frenatore per la squadra nazionale russa, debuttando in Coppa Europa nella stagione 2015/16. Esordì invece in Coppa del Mondo nell'annata 2016/17, il 15 gennaio 2017 a Winterberg, dove si piazzò ottavo nel bob a quattro pilotato da Maksim Andrianov; conquistò il primo podio il 16 febbraio 2019 a Lake Placid, concludendo la gara a quattro al terzo posto con Andrianov, Aleksej Zajcev e Vasilij Kondratenko.
Ha partecipato ai Giochi olimpici invernali di Pyeongchang 2018, dove si classificò ventottesimo nel bob a due e quindicesimo nel bob a quattro, in entrambe le gare con Maksim Andrianov a condurre le slitte.

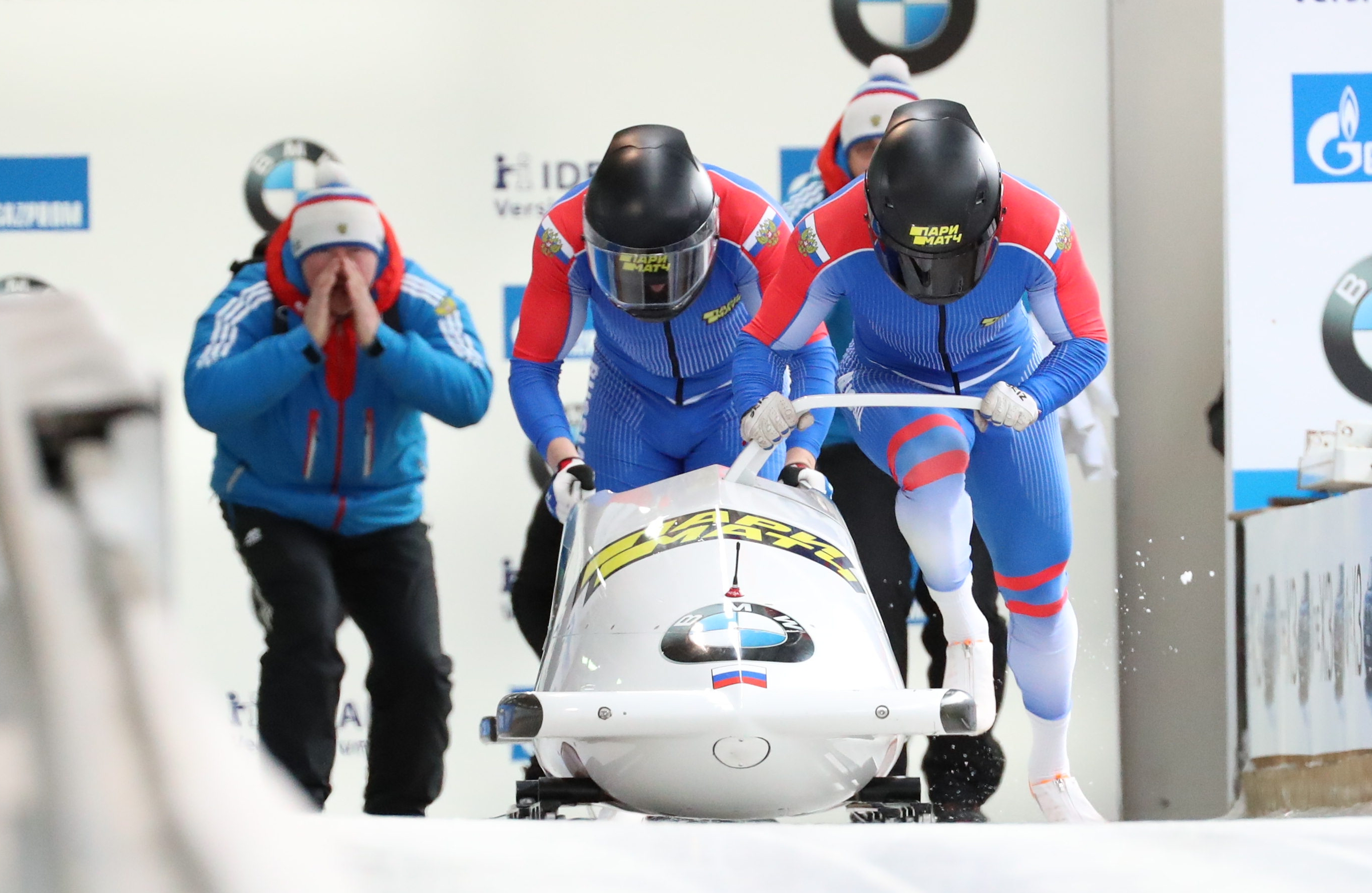
Samitov (dietro) in gara nel bob a due ai campionati mondiali di Altenberg 2020

Prese parte a tre edizioni dei campionati mondiali; nel dettaglio i suoi risultati nelle prove iridate sono stati, nel bob a due: non partito nella terza manche ad Altenberg 2020; nel bob a quattro: quarto a Whistler 2019e sesto ad Altenberg 2021.
Agli europei vanta invece una medaglia di bronzo, vinta a Winterberg 2021 nel bob a quattro.

## Palmarès

### Atletica leggera
| Anno | Manifestazione   | Sede     | Evento       | Risultato | Prestazione | Note                          |
| ---- | ---------------- | -------- | ------------ | --------- | ----------- | ----------------------------- |
| 2009 | Europei juniores | Novi Sad | Salto triplo | 4º        | 15,89 m     |                               |
| 2012 | Europei          | Helsinki | Salto triplo | 24º       | 16,32 m     |                               |
| 2013 | Europei indoor   | Göteborg | Salto triplo | Argento   | 17,30 m     | Miglior prestazione personale |
| 2013 | Universiadi      | Kazan'   | Salto triplo | 15º (q)   | 15,11 m     |                               |

### Bob

#### Europei
- 1 medaglia:
  - 1 bronzo (bob a quattro a Winterberg 2021).

#### Coppa del Mondo
- 1 podio (nel bob a quattro):
  - 1 terzo posto.

#### Coppa Europa
- 3 podi (nel bob a quattro):
  - 1 vittoria;
  - 2 secondi posti.